# 凱迪拉克Brougham
Borugham 為凱迪拉克於1987年改名的車款，Fleetwood Brougham為了避免與Fleetwood混淆，於是更名為Brougham，於1992年停產，1993年被後輪驅動的Fleetwood取代。

## 概述
Brougham 一詞則來自於英國政治家亨利布魯厄姆（Henry Brougham），為一個車身風格．1925年，費舍爾車身公司（Fisher Body）收購當時負責生產豪華車輛頗有名氣的 Fleetwood 金屬車身公司（Fleetwood Metal Body），專門為凱迪拉克製作客製車款，在當時，只要是Brougham的車身風格都交由Fleetwood公司打造，這兩個名稱也都各自在往後其他的凱迪拉克品牌中代表車款、車型名稱、選配版本等。
1957年，凱迪拉克70系列 Eldorado Brougham 加入了60特別及75系列，Fleetwood Brougham 兩個名詞首度合併．1965年，Brougham為60特別的選配套件，隔年成為 Fleetwood Sixty Special 中的豪華版本，稱Fleetwood Sixty Special Brougham ，1977年，Fleetwood Brougham從60特別中拉出成為獨立車款。在1986年成為凱迪拉克尺寸最大的旗艦車款。，1987年，Fleetwood Brougham為了避免與Fleetwood搞混，改名為Brougham，於1992年停產，1993年併入了第二代後輪驅動Fleetwood。

## 設計
Fleetwood Brougham自1980年以來外型大同小異，到了Brougham同樣如此，皆僅針對水箱罩進行細微的變化而已，直到1990年才進行了十年來的第一次改款，新增了數位儀表板，標配安全帶，保險桿加長延伸至輪胎前方，大燈也從兩個獨立方形改為一體式。另外，1988年配備新增了Premier Formal 乙烯基車頂的選項，加價1,095美元，車頂即有類皮革式造型與材質，1990年則成為標配。

## 引擎
1987年搭載5.0升LV2 V8引擎，可產生140匹馬力，到了1990年提升至5.7升V8，另外也有5.0升雪佛蘭V8版本，馬力為170-185匹馬力，並配備4速Turbo-Hydramatic 200-4R自排變速箱，1990年後改為4L60自排變速箱。

## 變體
由於Brougham為當時凱迪拉克最高級與尺寸最大型的旗艦車款，因此也多被作為靈車、加長禮車等特殊車種的變體。

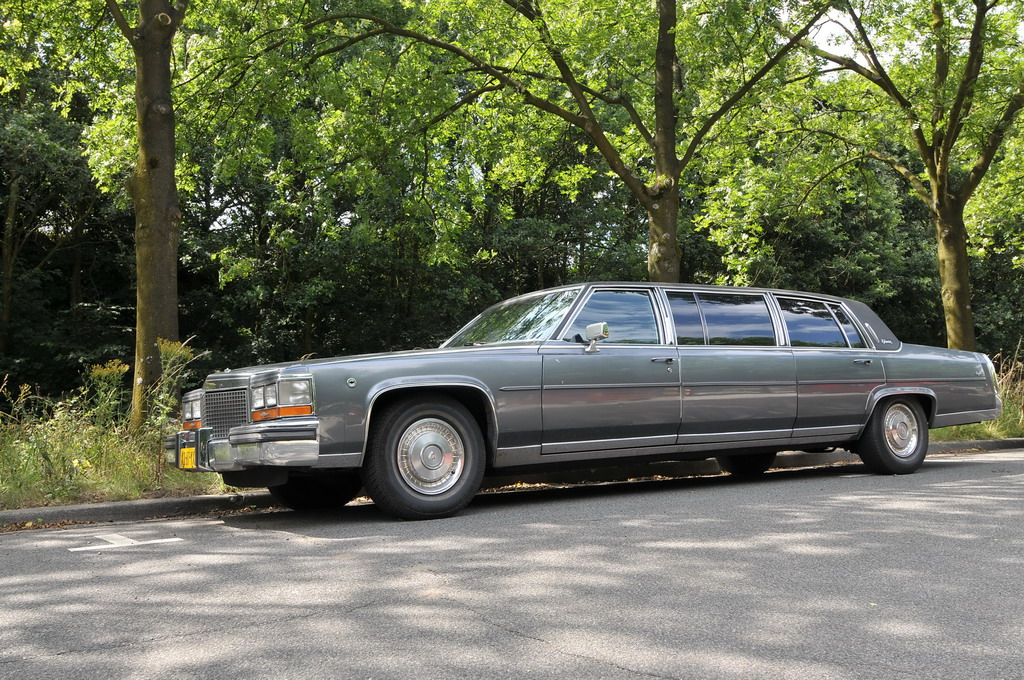
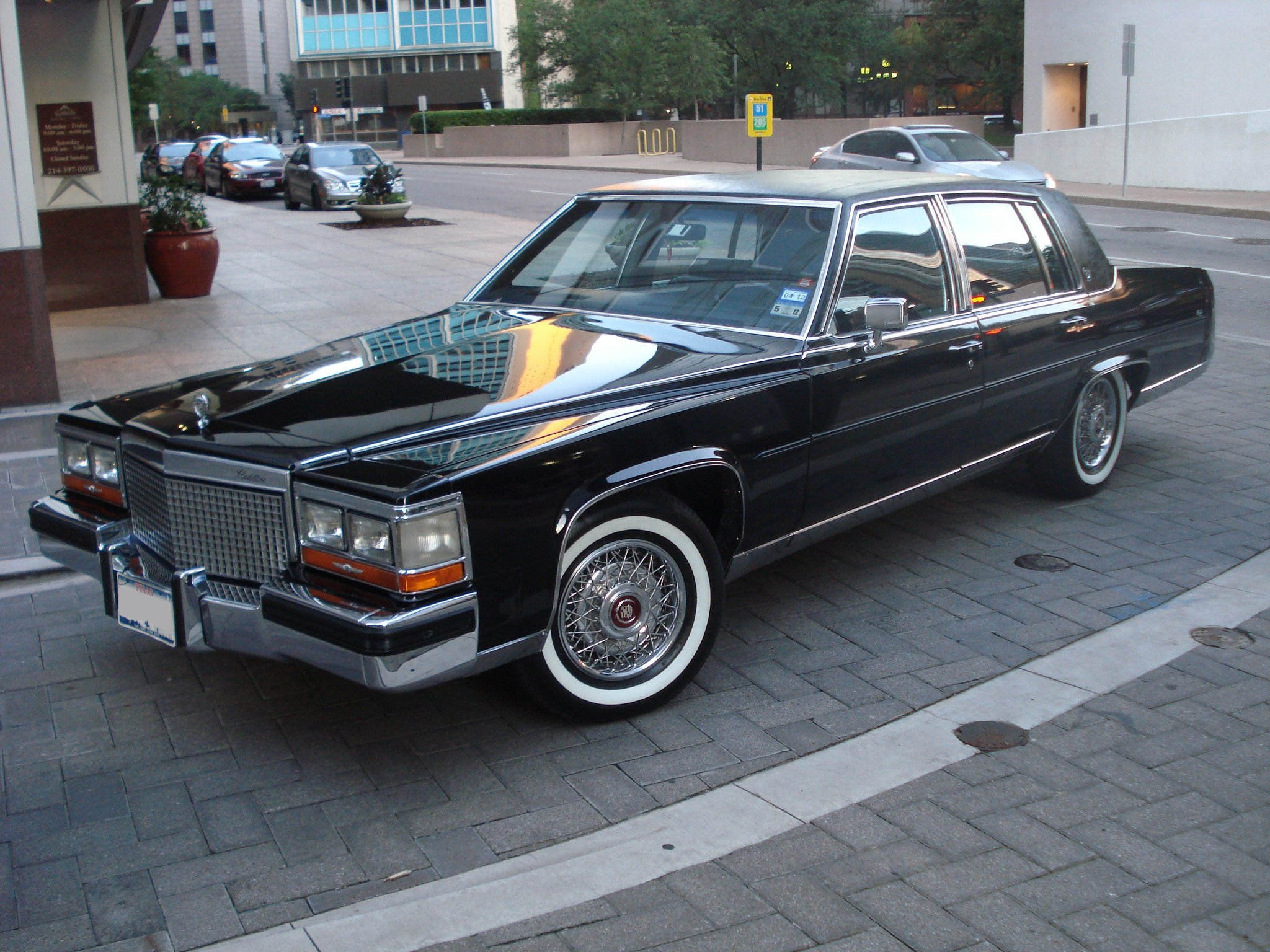
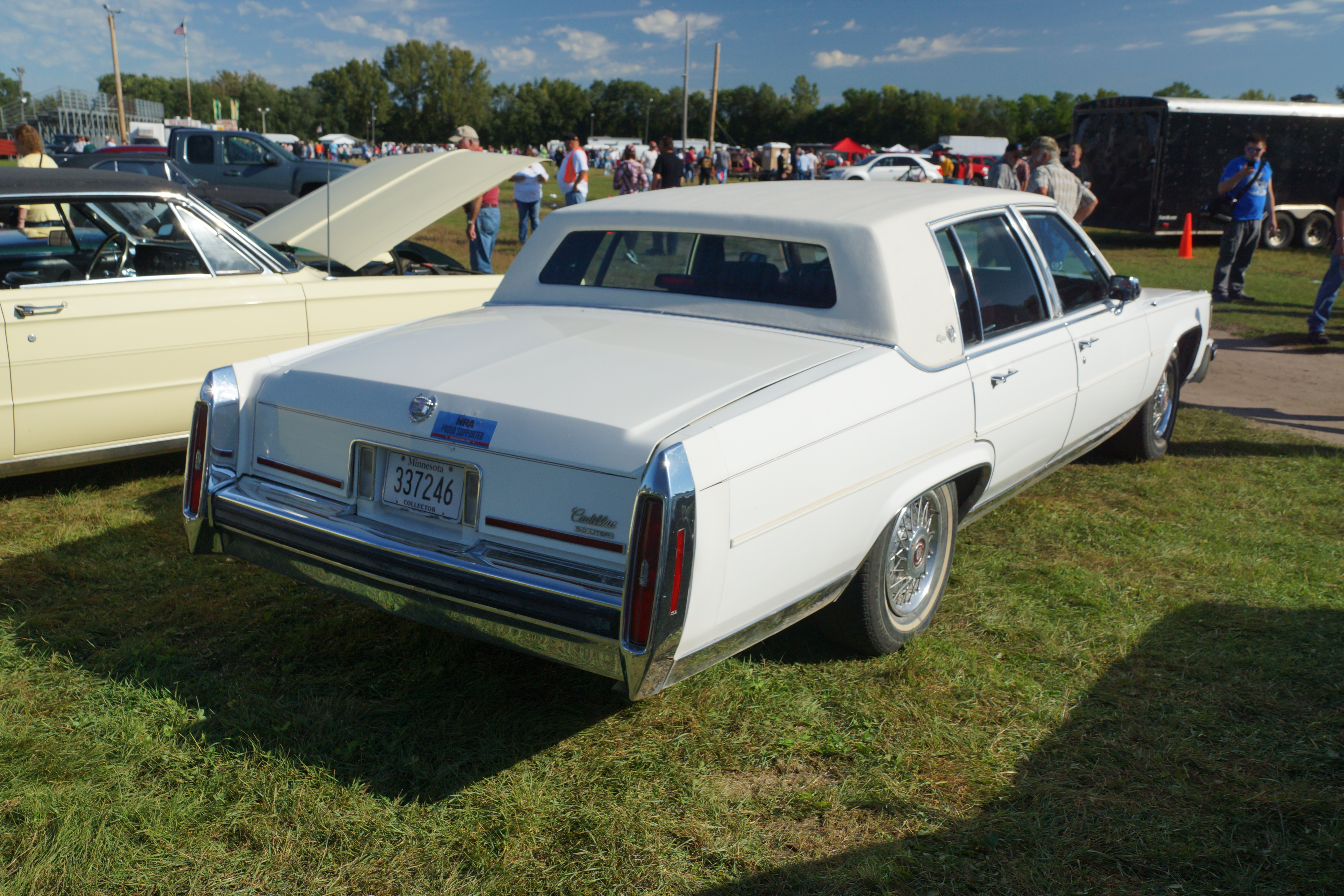
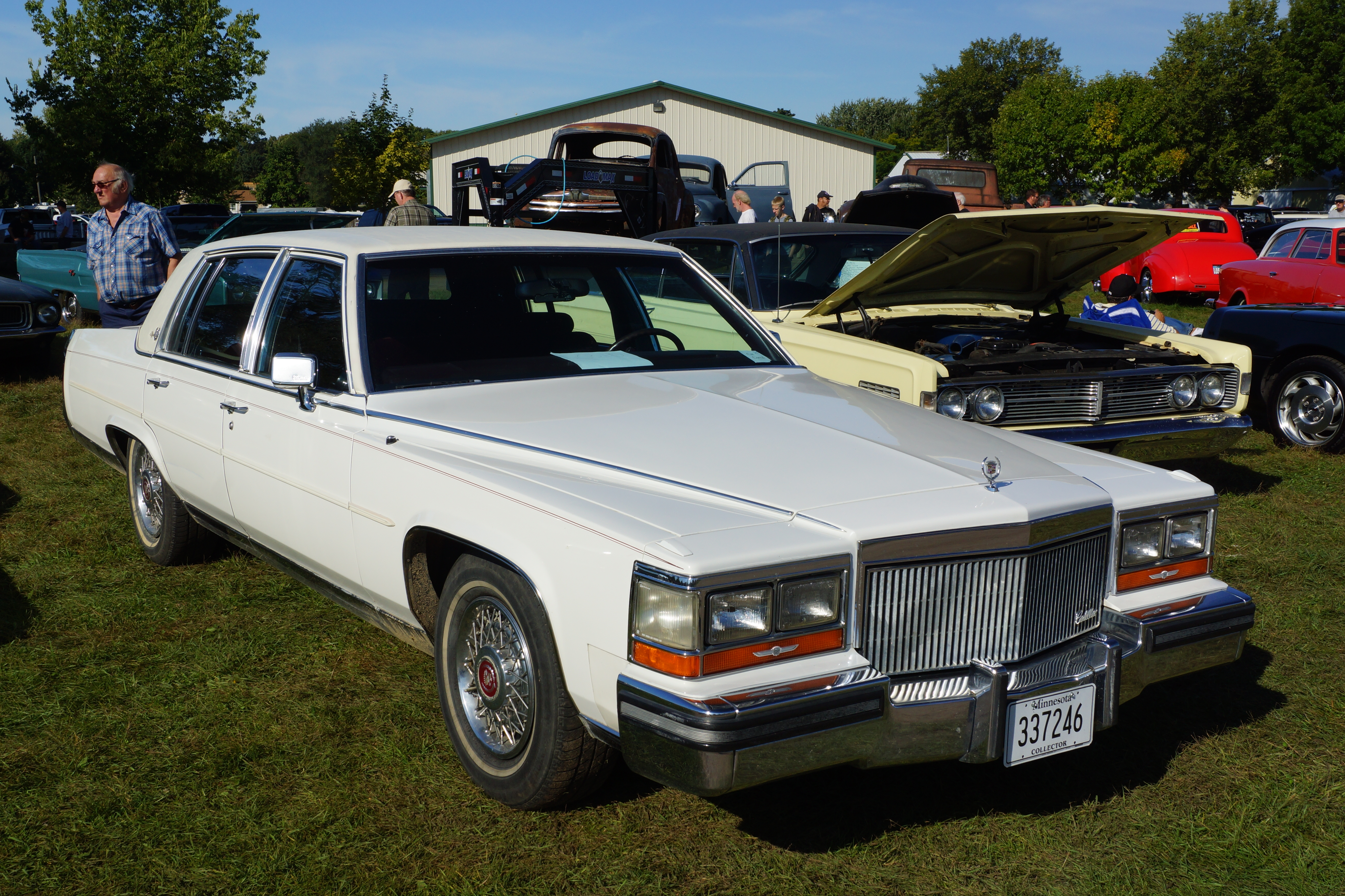
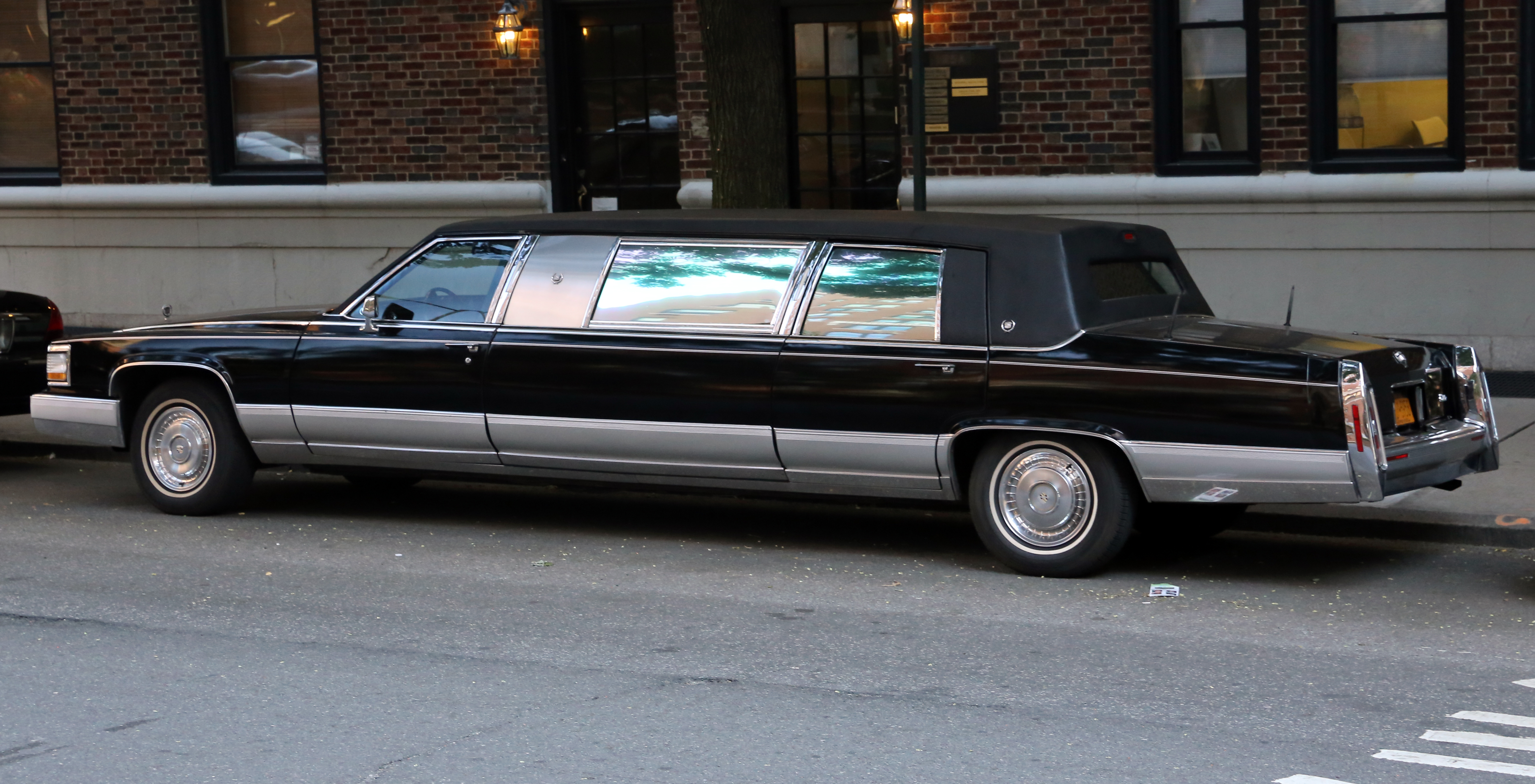
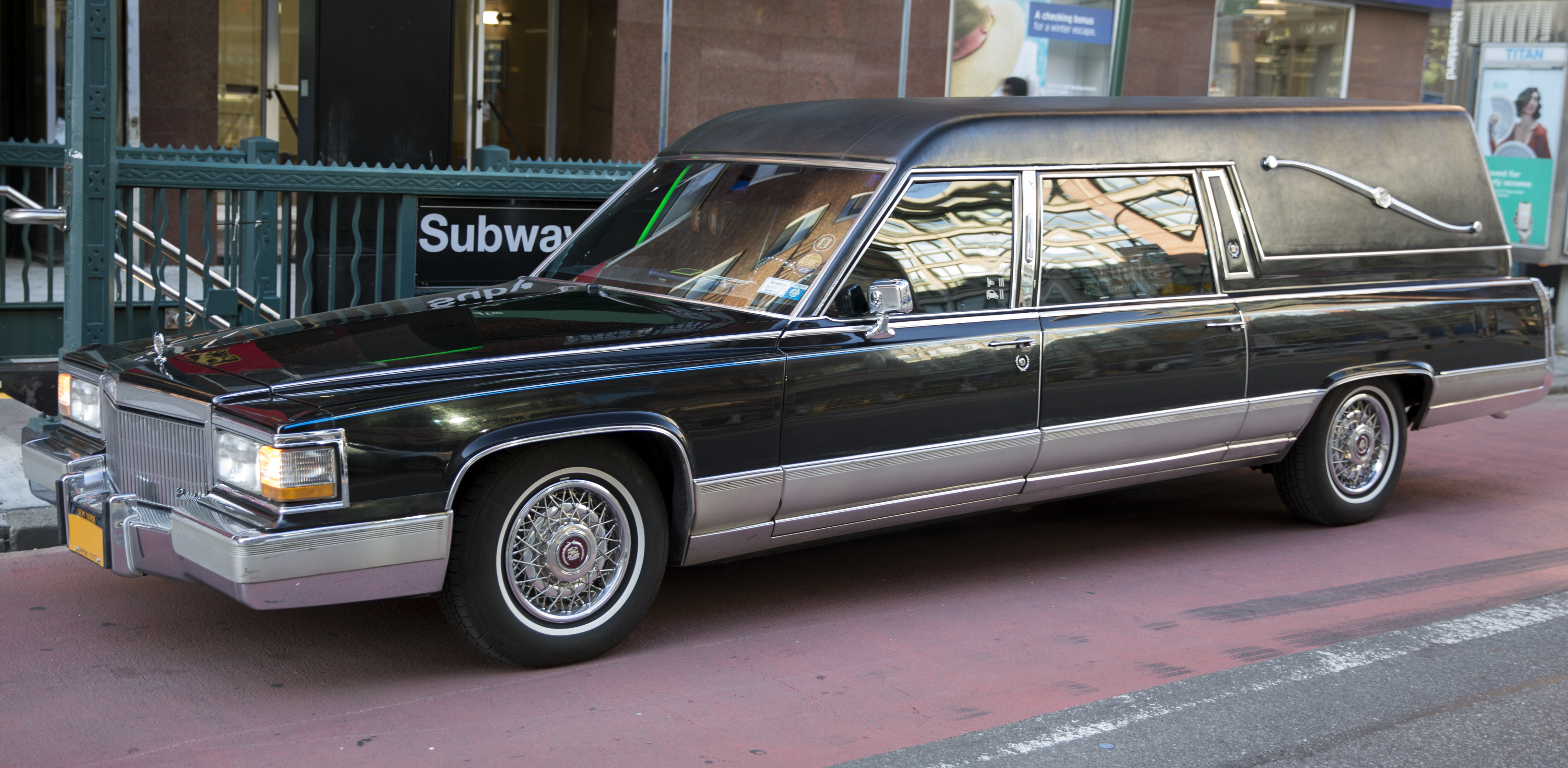
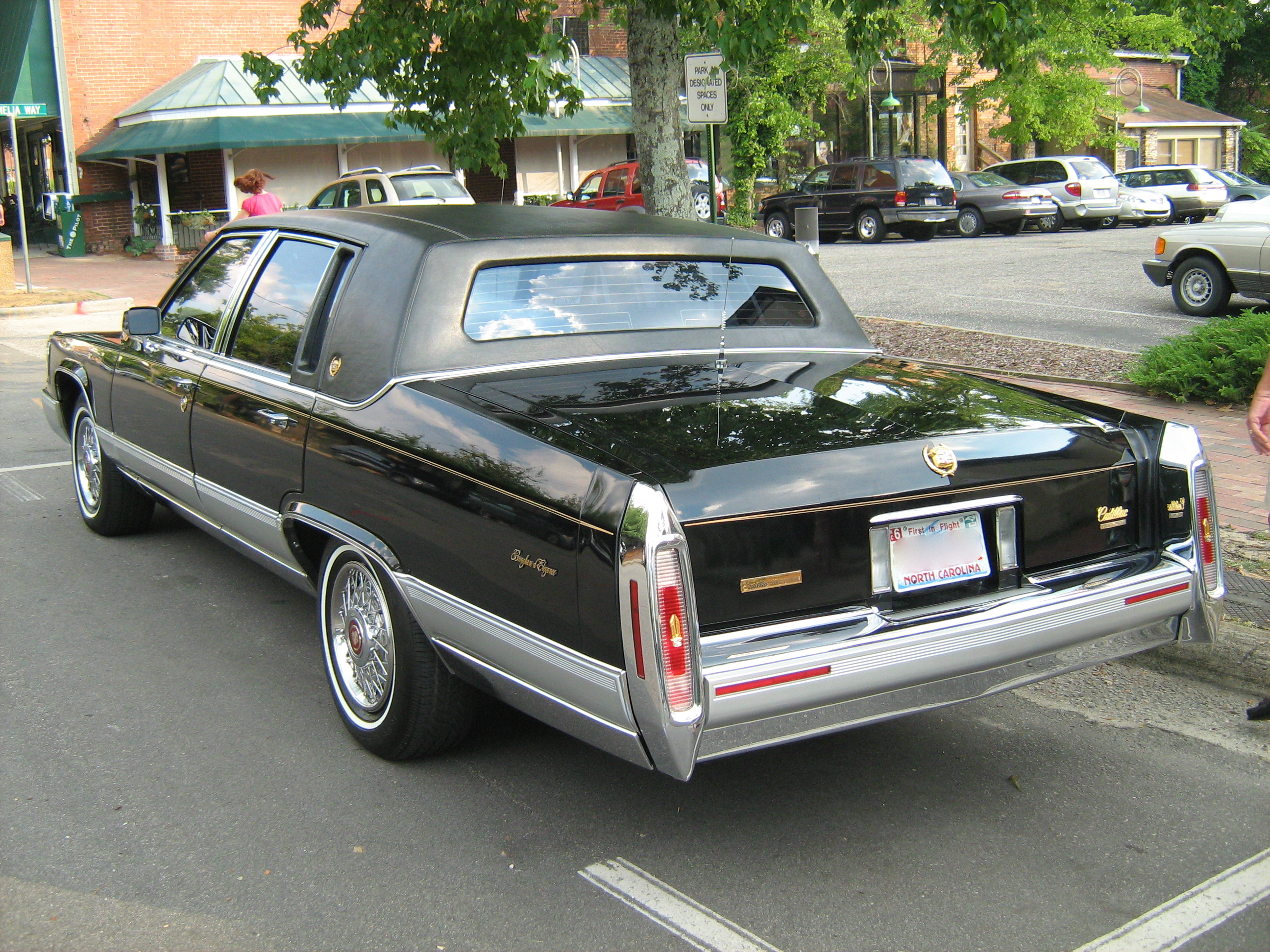

## 銷售
| Brougham銷量 | Brougham銷量 |
| 年份         | 銷量         |
| 1987         | 65,504       |
| 1988         | 53,130       |
| 1989         | 40,264       |
| 1990         | 33,741       |
| 1991         | 27,231       |
| 1992         | 13,761       |
| 總計         | 233,631      |
| ------------ | ------------ |

## 另請詳見
- 凱迪拉克Fleetwood
- 凱迪拉克Fleetwood Brougham
- 凱迪拉克DeVille